# Rima Sheepshanks

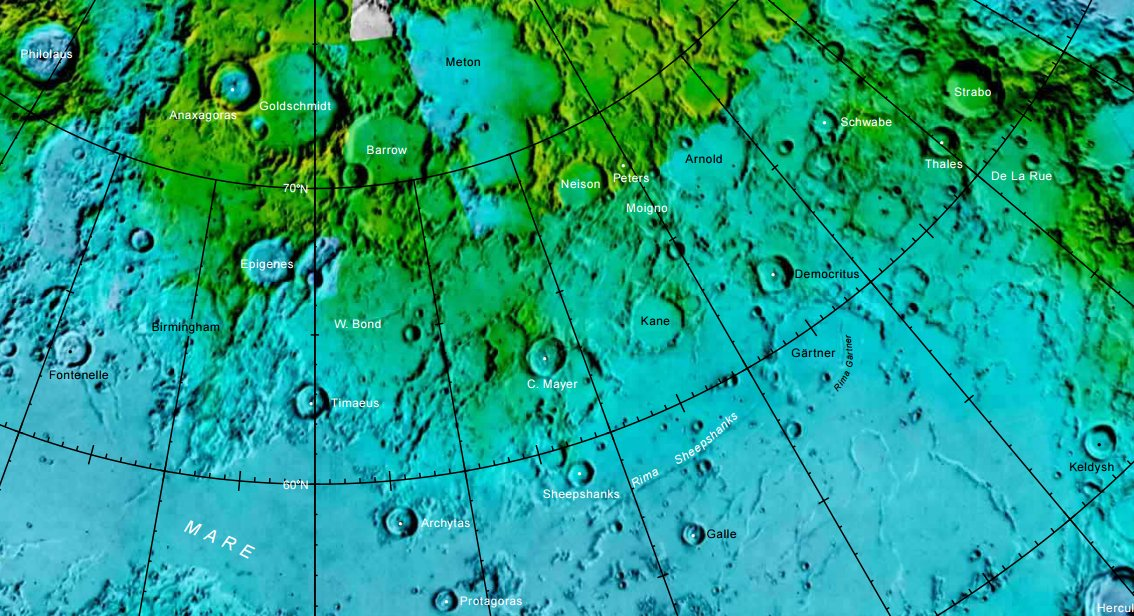
Poloha kráteru Sheepshanks a brázdy Rima Sheepshanks (uprostřed spodní části obrázku).

Rima Sheepshanks je měsíční brázda nacházející se v Mare Frigoris (Moře chladu) na přivrácené straně Měsíce. Začíná jižně od kráteru Sheepshanks, podle něhož získala své jméno a pokračuje západo-severozápadním směrem k 28° poledníku východní délky. Měří cca 200 km. Střední selenografické souřadnice jsou 58,3° S a 23,7° V. Jižně od brázdy se nachází kráter Galle.